# Castillo Hidalgo
El Castillo Hidalgo es una edificación ubicada en la cima del cerro Santa Lucía, en la ciudad de Santiago, Chile. Fue construido el año 1816 por orden del gobernador de Chile durante la Reconquista, Casimiro Marcó del Pont, para la defensa de la ciudad, con el nombre de Batería Santa Lucía. El diseño y las obras de ingeniería del fuerte o castillo estuvieron bajo la dirección del Brigadier del Real Cuerpos de Ingenieros Manuel Olaguer Feliú.
Luego de la independencia del país, tomó el nombre de Manuel Hidalgo, capitán caído en la Batalla de Chacabuco.
En 1872, siendo intendente de Santiago Benjamín Vicuña Mackenna inició la remodelación urbana y forestación del cerro, siendo así como en 1874 el Castillo Hidalgo se convirtió en sede de un museo histórico que exhibía la Exposición del Coloniaje. Tras la muerte de Vicuña Mackenna la colección del edificio fue repartida en diversos inmuebles de la ciudad y el inmueble convertido en bodega municipal.
Entre 1902 y 1910 circuló el ferrocarril eléctrico del cerro Santa Lucía, que conectaba la base con el Castillo Hidalgo y posteriormente con el Teatro Santa Lucía, que existía en la actual Terraza Caupolicán.
Entre 1944 y 1981 el castillo albergó al Museo de Arte Popular Americano, que reúne la colección. En 1997 se iniciaron una serie de mejoras que convirtieron al Castillo Hidalgo en un centro de eventos.